# DT64
DT64 était une station de radio nationale est-allemande appartenant à la société de radiodiffusion Rundfunk der DDR. Elle succède à une émission consacrée à la jeunesse diffusée pour la première fois sur les ondes de la radio Berliner Rundfunk à l'occasion du congrès de la jeunesse (Deutschlandtreffen der Jugend) de 1964. 
Prévu pour ne durer que le temps de l'événement, ce programme faisant la part belle à la musique rock connaît cependant un succès immédiat et s'installe durablement sur les ondes par la suite. Diffusé durant une partie de l'après-midi, il est également repris sur la radio Stimme der DDR (La voix de la RDA) à partir de 1981, ce qui lui permet de toucher une plus large audience à travers toute l'Europe. 
Le 7 mars 1986, DT64 obtient sa propre fréquence et devient dès lors une radio à part entière émettant dans toute la RDA. En 1987, elle diffuse près de 20 heures de programmes quotidiens (de 4 heures du matin à minuit) avant de passer à une diffusion 24 heures sur 24 à la veille de la réunification allemande. En 1990, la compagnie de radiodiffusion est-allemande Rundfunk der DDR est abolie. DT64 est placée sous l'autorité de la radio régionale MDR. En 1993, la station est rebaptisée MDR Sputnik.
Les programmes de la station laissaient une large place à la musique pop-rock de l'époque, sans négliger pour autant des émissions de divertissement ou traitant de sujets concernant la jeunesse. Les émissions matinales débutaient avec le programme Morgenrock (de 4 heures à 8 heures du matin) et se poursuivaient avec une heure d'extraits de concerts. De 13 heures à 19 heures, l'émission DT64 Direkt permettait aux auditeurs de choisir la musique qu'ils souhaitaient écouter et d'intervenir à l'antenne. Quatre bulletins d'information venaient interrompre les émissions à 9 heures, 11 heures, 20 heures et 22 heures.